# Dassault Falcon 2000
El Dassault Falcon 2000 es un reactor ejecutivo de fabricación francesa, desarrollado por Dassault Aviation. Es un avión bimotor, desarrollado a partir del trimotor Falcon 900.

## Variantes

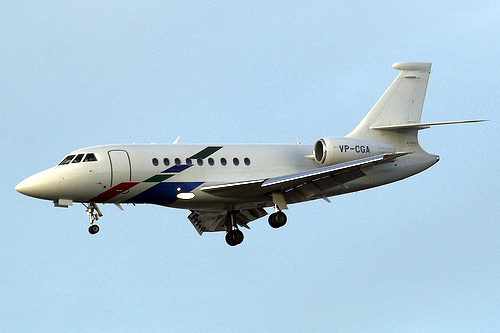
Un Falcon 2000 de la Volkswagen Air Service.

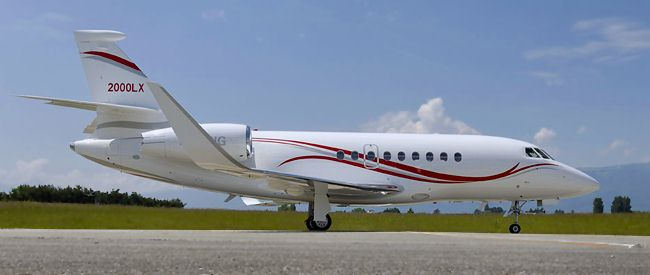
Un Falcon 2000LX.

### Falcon 2000
Versión original con motores turbofan CFE (General Electric & AlliedSignal) CFE73811B.

### Falcon 2000EX
Versión mejorada con motores turbofan Pratt & Whitney Canada PW308.

### Falcon 2000DX
Versión mejorada con motores turbofan Pratt & Whitney Canada PW308C.

### Falcon 2000LX
Versión de largo recorrido del Falcon 2000DX, con la mejora aerodinámica de los winglets, otorgándole un rango de 4000 millas náuticas.

### Desarrollos relacionados
- Dassault Falcon 7X
- Dassault Falcon 900

### Aeronaves similares
- Bombardier Challenger 605
- Gulfstream G450
- Embraer Legacy 600

### Secuencias de designación
- Aviones civiles de Dassault Aviation: Falcon 7X · Falcon 10 · Falcon 20 · Falcon 30 · Falcon 50· Falcon 100 · Falcon 200 · Falcon 900 · Falcon 2000 · Mercure · Mystere 10 · Mystere 20